# Dutch Top 40

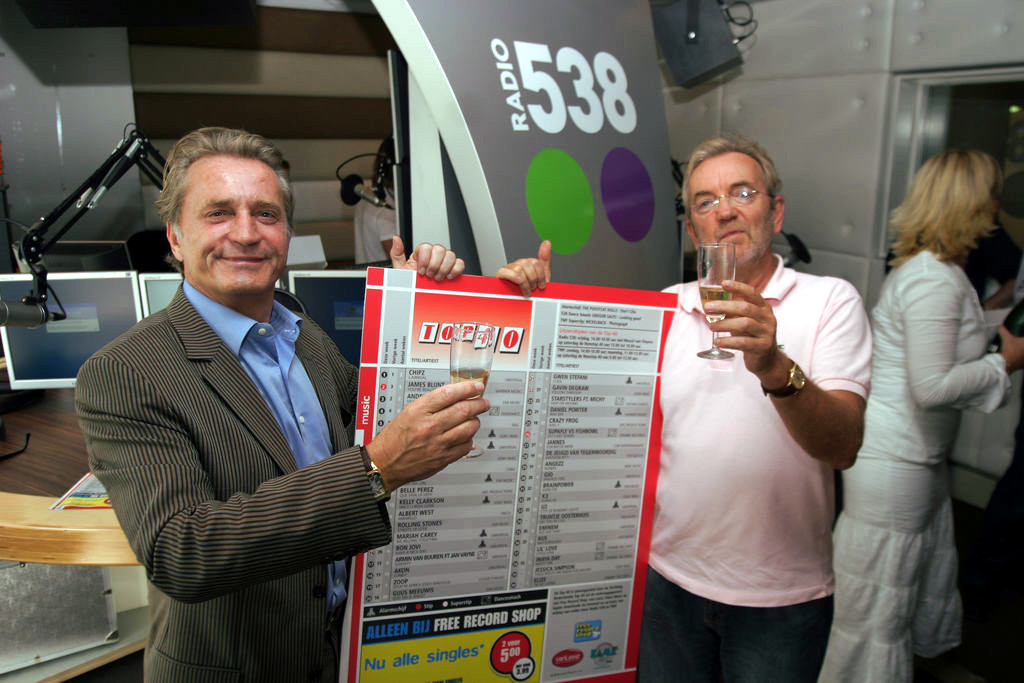
Hans Breukhoven i Lex Harding celebrant l'edició impresa de la llista Dutch Top 40 en 2005 a la seu de l'emissora Radio 538.

El Dutch Top 40 (en neerlandès: Nederlandse Top 40) és una llista setmanal dels senzills més venuts en els Països Baixos. Inicialment havia rebut el nom de "Veronica Top 40", que era el nom d'un programa de Radio Veronica, una emissora en aigües internacionals que emetia en neerlandès. Quan l'emissora va ser forçada a aturar llurs emissions en 1974 es va reanomenar a "Dutch Top 40". És semblant a la llista dels EUA Billboard Hot 100.

## Història
El 2 de gener de 1965, es va compilar el primer Top 40, amb el seu primer hit número 1 "I Feel Fine" de The Beatles. El 1974, el Top 40 de Stichting Nederlandse va comprar el Top 40 i el va nomenar De Nederlandse Top 40. El Top 40 holandès és una de les tres cartes oficials dels Països Baixos, sent els altres dos el Single Top 100, que es basa completament en pures vendes i streaming i el Mega Top 50 (3FM) que, com el Top 40 holandès, també inclou dades d'airplay (freqüència mitjana amb la qual sona una cançó en un conjunt d'emissores durant un temps).
Des de 1993 fins a 2018, el Top 40 va ser transmès per Radio 538. Actualment, Qmusic està emetent el Top 40 holandès a la ràdio. Domien Verschuuren presenta el programa tots els divendres a la tarda de 14.00 a 18.00.

## Rècords
| Artista            | Senzills #1 |
| ------------------ | ----------- |
| BZN                | 55          |
| Madonna            | 53          |
| The Rolling Stones | 49          |
| Golden Earring     | 46          |
| Normaal            | 42          |
| Bee Gees           | 41          |
| U2                 | 39          |
| Michael Jackson    | 38          |
| Queen              | 38          |
| The Cats           | 36          |

- Actualitzat en juny de 2008

| Artista            | Setmanes |
| ------------------ | -------- |
| BZN                | 1106     |
| The Rolling Stones | 1117     |
| Madonna            | 1107     |
| Golden Earring     | 1039     |
| Queen              | 1014     |
| André Hazes        | 972      |
| ABBA               | 761      |
| U2                 | 906      |
| Michael Jackson    | 873      |
| Celine Dion        | 775      |